# Lotus 77
O 77 é o modelo da Lotus da temporada de 1976 da Fórmula 1. 
Condutores: Ronnie Peterson, Mario Andretti, Bob Evans e Gunnar Nilsson.

## Resultados[1]
(legenda) (em negrito indica pole position e itálico volta mais rápida)
| Ano  | Chassi | Motor                | Pneus | N° | Pilotos         | 1   | 2   | 3   | 4   | 5   | 6   | 7   | 8   | 9   | 10  | 11  | 12  | 13  | 14  | 15  | 16  | Pontos | Posição |  |
| ---- | ------ | -------------------- | ----- | -- | --------------- | --- | --- | --- | --- | --- | --- | --- | --- | --- | --- | --- | --- | --- | --- | --- | --- | ------ | ------- |  |
|      |        |                      |       |    |                 |     |     |     |     |     |     |     |     |     |     |     |     |     |     |     |     |        |         |  |
|      |        |                      |       |    |                 | BRA | RSA | USW | ESP | BEL | MON | SWE | FRA | GBR | GER | AUT | NED | ITA | CAN | USA | JPN |        |         |  |
| 1976 | 77     | Ford Cosworth DFV V8 | G     | 5  | Ronnie Peterson | Ret |     |     |     |     |     |     |     |     |     |     |     |     |     |     |     | 29     | 4º      |  |
| 1976 | 77     | Ford Cosworth DFV V8 | G     | 5  | Bob Evans       |     | 10  | NQ  |     |     |     |     |     |     |     |     |     |     |     |     |     | 29     | 4º      |  |
| 1976 | 77     | Ford Cosworth DFV V8 | G     | 5  | Mario Andretti  |     |     |     | Ret | Ret |     | Ret | 5   | Ret | 12  | 5   | 3   | Ret | 3   | Ret | 1   | 29     | 4º      |  |
| 1976 | 77     | Ford Cosworth DFV V8 | G     | 6  | Mario Andretti  | Ret |     |     |     |     |     |     |     |     |     |     |     |     |     |     |     | 29     | 4º      |  |
| 1976 | 77     | Ford Cosworth DFV V8 | G     | 6  | Gunnar Nilsson  |     | Ret | Ret | 3   | Ret | Ret | Ret | Ret | Ret | 5   | 3   | Ret | 13  | 12  | Ret | 6   | 29     | 4º      |  |